# Harald Jährling
Harald Jährling (ur. 20 czerwca 1954 w  Burgu, zm. 19 maja 2023 w Klötze) – niemiecki wioślarz reprezentujący NRD, dwukrotny mistrz olimpijski i pięciokrotny medalista mistrzostw świata.

## Kariera
Wystąpił na igrzyskach olimpijskich w Montrealu w 1976, gdzie osada NRD w składzie: Harald Jährling, Friedrich-Wilhelm Ulrich i Georg Spohr (sternik) zwyciężyła w dwójkach ze sternikiem. W finale o 2,83 sekundy wyprzedzili osadę ZSRR i o 4,29 sekundy osadę Czechosłowacji. Brał też udział w igrzyskach olimpijskich w Moskwie w 1980, gdzie w tym samym składzie reprezentanci NRD obronili tytuł mistrzów olimpijskich. Tym razem w wyścigu finałowym o 0,81 sekundy pokonali osadę ZSRR i o 2,38 sekundy osadę Jugosławii.
W tej samej konkurencji zdobył srebrny medal na mistrzostwach świata w Amsterdamie (1977). Następnie wywalczył złoto w ósemkach na mistrzostwach świata w Cambridge (1978) oraz srebro na mistrzostwach świata w Lucernie (1982) i mistrzostwach świata w Duisburgu (1983). W międzyczasie wywalczył także złoto w czwórkach ze sternikiem na mistrzostwach świata w Monachium (1981). 
W 1976 odznaczony Orderem Zasługi dla Ojczyzny. 
Kształcił się na Deutsche Hochschule für Körperkultur. Na początku lat 90. wyemigrował do Australii, gdzie pracował jako trener.
Jego żoną była Marina Wilke. Ich syn, Robert Jährling, także został medalistą olimpijskim. 
W 2023 Harald Jährling popełnił samobójstwo. 